# Centrum (Groningen)
Centrum is een wijk van de Nederlandse stad Groningen. De wijk omvat de binnenstad binnen de diepenring, de 17e-eeuwse stadsuitbreidingen met de locaties van de vroegere vestingwallen en het gebied rond Station Groningen. De wijk werd ingesteld in 2014 en vervangt de vroegere wijk Binnenstad met toevoeging van het UMCG (dat op de plek van de oude vestingwallen ligt) en het stationsgebied.
De wijk bestaat uit de volgende buurten en subbuurten:
- Binnenstad-Noord
  - A-kwartier (was A-kluft)
  - Academiekwartier
  - Bisschopskwartier
  - Ebbingekluft
- Binnenstad-Oost
  - De Krim
  - Het Arsenaal
  - Oosterhaven
  - Schuitenschuiversschans (Schuitenschuiverskwartier)
  - Voorplein UMCG
- Binnenstad-West
  - Apoort
  - Zuiderhaven
- Binnenstad-Zuid
  - Buurmande
  - Drenkelaarskwartier
  - Het Olde Rondeel
  - Sint Geertruidskwartier
  - Westerkluft
  - Winkelkwartier
- Ebbingekwartier (onderdeel CiBoGa)
  - Gasfabriekterrein
  - Bodenterrein
- Hortusbuurt
  - Hortusbuurt-Oost (was Noordes)
  - Hortusbuurt-West
- Stationsgebied
- UMCG(-buurt)

1. ↑  Inclusief het A-kwartier, Academiekwartier, Bisschopskwartier en Ebbingekluft
2. ↑  Inclusief Ruskenveen
3. ↑  Euvelgunne en Roodehaan zijn onderdeel van de MEER-dorpen, maar vallen onder de wijk Zuidoost
4. ↑  Inclusief de subbuurten De Wierden (waaronder het bouwblok Heemwerd), Rietlanden en Reitdiephaven
5. ↑  Voorheen Korrewegwijk genoemd
6. ↑  Voorheen Korrewegbuurt genoemd